# Nepals kommunistiska parti (ML)
Nepals kommunistiska parti (Marxist-leninistiskt), NKP(ML), var ett politiskt parti i Nepal, grundat 1978 av Allnepalesiska kommunistiska revolutionära samordningskommittén (Marxist-leninistisk).
NKP(ML) hade goda relationer med Vinod Mishras CPI(ML), som var starkt i den angränsande indiska delstaten Bihar.
Under sin historia kom en rad mindre vänstergrupper att gå upp i NKP (ML), bland andra Nepals kommunistiska parti (REC).
1991 gick man ihop med Nepals kommunistiska parti (Marxistiskt) och bildade Nepals kommunistiska parti (Förenade marxist-leninisterna).